# Futasujinoidella nobilis
Futasujinoidella nobilis är en insektsart som beskrevs av Kae Kyoung Kwon och Lee 1979. Futasujinoidella nobilis ingår i släktet Futasujinoidella och familjen dvärgstritar. Inga underarter finns listade i Catalogue of Life.